# Järeda
Järeda är en småort och kyrkbyn i Järeda socken i Hultsfreds kommun, Kalmar län.
Kyrkbyn ligger strax väster om Järnforsen söder om riksväg 47. Byn ligger vid sydöstra stranden av sjön Järnsjön som är en utbuktning av Emån. 
I byn återfinns Järeda kyrka, gamla Järeda skolas lärarbostad och ett antal andra byggnader.

## Etymologi
Namnet benämns 1337 som "Jæritha" Förleden är taget från den intilliggande Järnsjön. Efterleden är ed, "passage mellan eller utmed vatten".  Förhållandet mellan namnen är dock oklar. 